# Gran Ouse

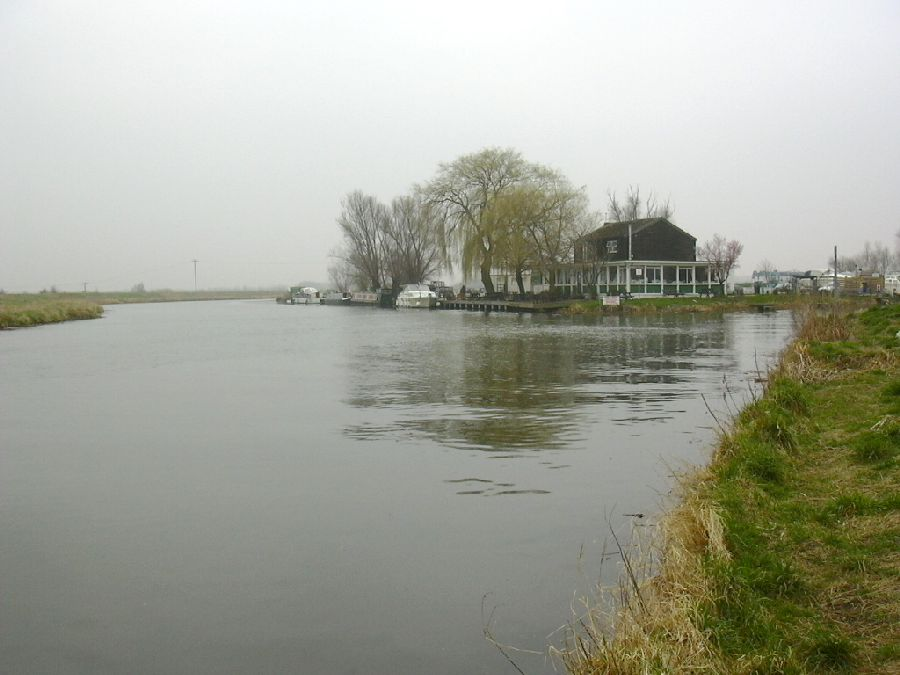
Riu Ouse

El Gran Ouse és un riu de l'est d'Anglaterra. Té una longitud de 240 km, cosa que en fa el quart riu més llarg del Regne Unit. El nom Ouse és d'origen celta o precelta i probablement significa "aigua".
El riu neix de diverses fonts a prop dels pobles de Syresham i Sulgrave a Northamptonshire. Passa per Brackley, Buckingham, Milton Keynes a Stony Stratford, Newport Pagnell, Olney, Bedford, Saint Neots, Godmanchester, Huntingdon, Saint Ives, la ciudad catedral d'Ely, Littleport, Downham Market, fins a desembocar en la zona coneguda com a "The Wash", un estuari situat al nord-oest d'Anglaterra.

## Afluents
Els principals afluents del Riu Ouse, començant des del seu naixement, són:
- El riu Babingley
- El riu Gaywood
- La riera Padbury
- El riu Ouzel o Lovat
- Odell Rill
- La riera Ravensden
- La riera Elstow
- La riera Gadsey
- El riu Kym
- La riera Hen
- La riera Duloe
- La riera Begwary
- El riu Ivel
- El riu Cam
- El riu Lark
- El riu Petit Ouse
- Wissey